# ロレイン・トゥーサント
ロレイン・トゥーサント（Lorraine Toussaint, 1960年4月4日 - ）は、トリニダード・トバゴ出身の女優である。

## 出演作品

### テレビ
- シカゴ P.D.（シャンバラ・グリーン）
- ローズウッド ～マイアミ私立検視ラボ
- フォスター家の事情
- FOREVER Dr.モーガンのNY事件簿
- オレンジ・イズ・ニュー・ブラック
- グレイス&フランキー
- Friday Night Lights
- ボディ・オブ・プルーフ 死体の証言
- スキャンダル 託された秘密
- 私はラブ・リーガル
- ザ・ファインダー　千里眼を持つ男
- グレイズ・アナトミー
- NCIS 〜ネイビー犯罪捜査班
- ザ・グレイズ 〜フロリダ殺人事件簿
- 女捜査官グレイス 〜 天使の保護観察中（ケイト・ペリー）
- スリー・リバーズ 〜命をつなぐ熱き医師たち
- NUMBERS 天才数学者の事件ファイル
- ERXIV緊急救命室
- アグリー・ベティ
- CSI:科学捜査班
- クローザー
- LAW & ORDER（シャンバラ・グリーン）
- 女検死医ジョーダン（エレイン・デュシャン）
- マーダー・ワン
- シーラとプリンセス戦士（シャドー・ウィーバー）- 声の出演
- Your Honor/追い詰められた判事 (サラ・ルブラン)
- イコライザー（ヴァイおばさん）

### 映画
- 彼らの目は神を見ていた
- バニシング・エアー
- ドリームス・オブ・アメリカ
- デンジャラス・マインド/卒業の日まで
- 奇跡の時
- アサシン
- バート・レイノルズ/ブレイキング・イン
- ブラック・ドッグ
- グローリー/明日への行進
- スケアリーストーリーズ 怖い本 Scary Stories to Tell in the Dark (2019)
- コンクリート・カウボーイ: 本当の僕は Concrete Cowboy (2020)
- グロリアス 世界を動かした女たち